# ابراهیم‌آباد (سرخس)
ابراهیم آباد، از روستاهای شهرستان سرخس است که در غرب شهرسرخس و در بین روستای قوش چاکر و سرخس واقع شده‌است.شغل ساکنین این روستا کشاورزی و دامداری می‌باشد. بر اساس سرشماری سال ۱۳۸۵ جمعیت آن ۳۳۴ خانوار و ۱۶۳۰ نفر 
است.